# Bugsy
Bugsy és una pel·lícula estatunidenca dirigida per Barry Levinson, estrenada el 1991 i doblada al català.

## Argument
El gàngster Benjamin Siegel (Warren Beatty) va a Los Angeles a empadronar-se, però atret pel món del cinema perd el cap per una actriu que no pararà de donar-li problemes (Virginia Hill, Annette Bening).
Després d'un viatge al desert de Nevada, Bugsy (sobrenom que odia i que significa poll) té un somni: construir un temple dels jocs d'atzar al mig del desert.
El projecte serà un fracàs, no només perquè el Flamingo serà un fracàs, sinó també perquè Virgínia li roba els diners que Bugsy havia obtingut de la venda d'accions a diversos gàngsters. Bugsy serà assassinat per això.

## Repartiment
- Warren Beatty: Bugsy Siegel
- Annette Bening: Virginia Hill
- Harvey Keitel: Mickey Cohen
- Ben Kingsley: Meyer Lansky
- Elliott Gould: Harry Greenberg
- Joe Mantegna: George Raft
- Bebe Neuwirth: Comtesse di Frasso
- Wendy Phillips: Esta Siegel
- Robert Beltran: Alejandro
- James Toback: Gus Greenbaum
- Don Carrara: Vito Genovese
- Carmine Caridi: Frank Costello
- Ray McKinnon: David Hinton
- Eric Christmas: Ronald
- Wendie Malick: una dona en el tren
- Ksenia Prohaska: Marlene Dietrich

## Premis i nominacions

### Premis
- 1992: Oscar a la millor direcció artística per Dennis Gassner (direcció artística) i Nancy Haigh (decorats)
- 1992: Oscar al millor vestuari per Albert Wolsky
- 1992: Globus d'Or a la millor pel·lícula dramàtica
- 1992: LAFCA al millor director per Barry Levinson
- 1992: LAFCA al millor guió per James Toback

### Nominacions
- 1992: Oscar a la millor pel·lícula
- 1992: Oscar al millor director per Barry Levinson
- 1992: Oscar al millor actor per Warren Beatty
- 1992: Oscar al millor actor secundari per Harvey Keitel
- 1992: Oscar al millor actor secundari per Ben Kingsley
- 1992: Oscar al millor guió original per James Toback
- 1992: Oscar a la millor fotografia original per Allen Daviau
- 1992: Oscar a la millor música per Ennio Morricone
- 1992: Os d'Or
- 1992: Globus d'Or al millor director per Barry Levinson
- 1992: Globus d'Or a la millor actriu dramàtica per Annette Bening
- 1992: Globus d'Or al millor actor dramàtic per Warren Beatty
- 1992: Globus d'Or al millor actor secundari per Harvey Keitel
- 1992: Globus d'Or al millor actor secundari per Ben Kingsley
- 1992: Globus d'Or al millor guió per James Toback
- 1992: Globus d'Or a la millor banda sonora per Ennio Morricone